# Ядерна бомба Mark 26
Ядерна бомба Mark 26 — споріднена з Mark 21. Розробка Мк-26 почалася 1 вересня 1954 року. Наприкінці липня 1955 року проект Мк-21 був запущений у виробництво, а проект Мк-26 — ні. «Чистий» Mk-21C, який був випробуваний під час вибуху Redwing Навахо, який не зацікавив ВПС США чи Комісію з атомної енергії США. Оскільки було прийняте рішення не працювати над «чистою зброєю ділення» Mk-21 майже збіглося з рішенням припинити розробку Mk-26 у квітні 1957 року, можливо, що Mk-26 був позначенням чистої версії Mk-21.